# 达姆施塔特98体育俱乐部
达姆施塔特1898体育俱乐部（德語：Sportverein Darmstadt 1898 e. V.），是一家位于德国黑森州达姆施塔特的足球俱乐部。该俱乐部成立于1898年5月22日，当时的名称为奥林匹亚达姆施塔特足球俱乐部（德語：FC Olympia Darmstadt）。1919年与11月11日，俱乐部与达姆施塔特1905体育俱乐部（德語：Darmstädter Sport Club 1905）合并，成为达姆施塔特98体育俱乐部（德語：Sportverein Darmstadt 98）。足球只是俱乐部众多体育项目中的一部分，俱乐部还拥有1200名成员分别从事田径、篮球、远足、柔道、乒乓球等。

## 曾効力之亞洲足球員
- 古廣明
- 車範根